# 2009 JB19
2009 JB19, também escrito como 2009 JB19, é um objeto transnetuniano que está localizado no Cinturão de Kuiper, uma região do Sistema Solar. Ele possui uma magnitude absoluta de 7,7 e tem um diâmetro estimado com 127 km.

## Descoberta
2009 JB19 foi descoberto no dia 14 de maio de 2009.

## Órbita
A órbita de 2009 JB19 tem uma excentricidade de 0,163 e possui um semieixo maior de 46,530 UA. O seu periélio leva o mesmo a uma distância de 38,953 UA em relação ao Sol e seu afélio a 54,107 UA.